# 칼레이치

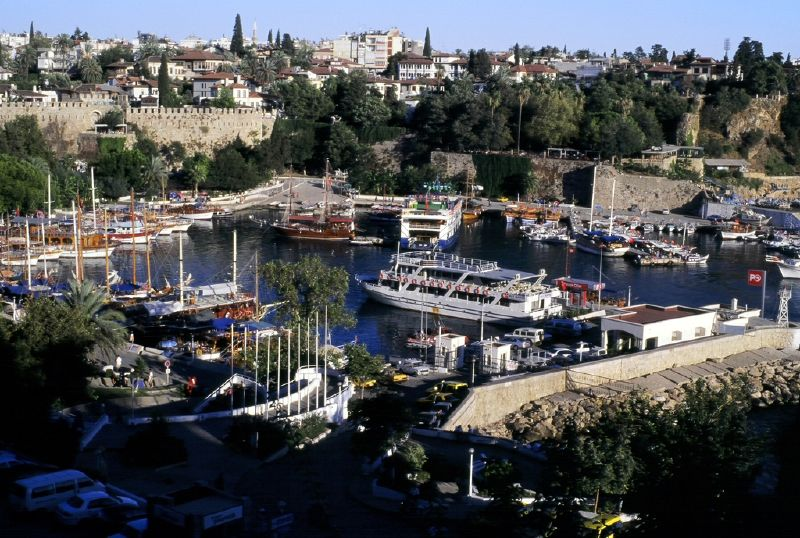
칼레이치

칼레이치(튀르키예어: Kaleiçi)는 튀르키예 안탈리아의 구 시가지이다.
현대까지 거의 모든 도시가 성벽 안에 갇혀 있었으며 로마, 비잔틴, 셀주크, 오스만 및 현대 터키 공화 시대의 구조를 가지고 있다. 그러나 그것의 대부분은 18세기 후반과 19세기로 거슬러 올라간다. 전통적인 튀르키예식 주택 중 일부는 주민들이 거주하고 있지만 많은 주택이 부티크 호텔, 레스토랑, 수공예품 및 기타 민속 예술품을 판매하는 상점으로 개조되었다. 이 지역은 안탈리아(Antalya) 지방 자치 단체에 의해 광범위한 복원 작업을 진행하고 있다.
칼레이치 지역은 로마 시대로 거슬러 올라가는 요트 항구가 정면에 있는 지중해 연안을 따라 도시의 중앙동부에 위치하고 있다.
칼레이치라는 이름에서 케일 자체는 성 또는 요새를 의미한다.